# Carlos Paredes
Carlos Eduardo Paredes Rodríguez (Arequipa, 5 de abril de 1962) es un administrador y político peruano. Fue ministro de Transportes y Comunicaciones del Perú, desde el 28 de julio de 2011 hasta el 23 de junio de 2014.

## Biografía
Nació en Arequipa en 1962, estudió Administración en la Universidad Católica de Santa María; luego pasó a Escuela de Administración de Negocios para Graduados (ESAN), en donde cursó una maestría en Administración de Empresas. En 1988 estudió el programa de CEO Management en la escuela J. L. Kellog de Northwestern University.
Ha sido director del Programa Profesional de Administración Bancaria y Financiera del Instituto del Sur (1988-1992); Presidente del Directorio de la Caja Municipal de Arequipa; Gerente General de Alimentos Procesados S.A. (1990-2011); Vicepresidente, Presidente del Comité de Industriales, Tesorero y Vocal de la Cámara de Comercio e Industria de Arequipa (1994-2011); Presidente del Directorio del Centro de Eventos y Convenciones “Cerro Juli” (1995-2011); Presidente del Sub-Comité de Fabricantes de Alimentos Proteicos y Enriquecidos de la Sociedad Nacional de Industrias (1999).

## Ministro de Transportes y Comunicaciones
El 28 de julio de 2011 juró como Ministro de Transportes y Comunicaciones del flamante gobierno del presidente Ollanta Humala. La ceremonia se realizó en el Salón Dorado de Palacio de Gobierno.
Su cercanía a la pareja presidencial lo mantuvo en el cargo por cerca de tres años, hasta que el 23 de junio de 2014 fue reemplazado por el economista José Gallardo Ku.
| Predecesor: Enrique Cornejo Ramírez | Ministro de Transportes y Comunicaciones del Perú 28 de julio de 2011-23 de junio de 2014 | Sucesor: José Gallardo Ku |